# Tunisair
Société Tunisienne de l'Air, o Tunisair (arabo: الخطوط التونسية) è la compagnia aerea di bandiera della Tunisia. Costituita nel 1948, opera servizi internazionali di linea verso quattro continenti. La sua base principale è l'aeroporto Internazionale di Tunisi-Cartagine. La sede della compagnia aerea è a Tunisi, vicino all'aeroporto.

## Storia

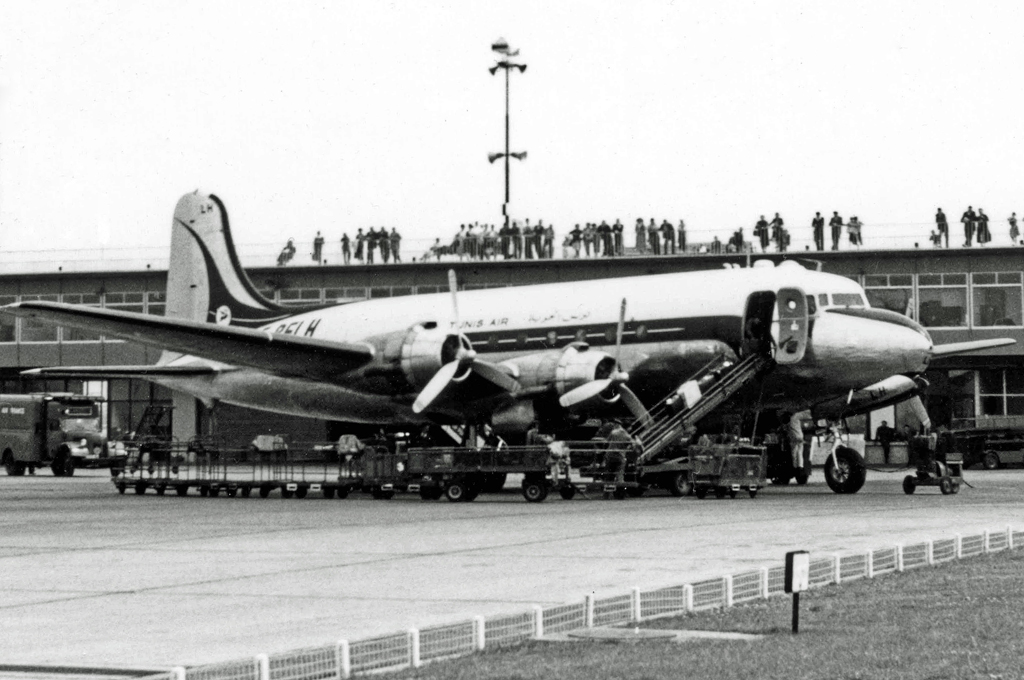
Un Douglas DC-4 di Tunisair visto a Parigi nel 1954.

Il vettore venne formato dal governo della Tunisia come Société Tunisienne de l'Air alla fine del 1948. L'investimento iniziale era di 60 milioni di FRF, con suddivisione della partecipazione tra il governo (35%), Air France (35%) e altri investitori (30%). Air France trasferì alcuni dei suoi DC-3 e rotte (che includevano Tunisi-Annaba-Algeri, Tunisi-Ajaccio-Nizza, Tunisi-Bastia-Nizza, Tunisi-Roma e un volo cargo tra Tunisi e Marsiglia) alla nuova compagnia aerea affinché iniziasse le operazioni; ciò avvenne il 1º aprile 1949. Il primo amministratore delegato della società fu Rene Lefevre.
La rete di rotte fu ampliata lungo la costa all'inizio degli anni '50. Nel 1951, Casablanca, Ghudamis e Tripoli furono incorporate come destinazioni. Nel maggio di quell'anno fu lanciato un servizio Tunisi-Tripoli-Sabhah, con scali a Sfax e Djerba aggiunti a settembre. La rotta per Ghudamis terminò nel 1952 e la rotta per Casablanca fu rilevata da Air France lo stesso anno. Nel 1953, il servizio per Marsiglia fu esteso a Parigi. Nel 1954, un Douglas DC-4 fu preso in leasing da Air France e utilizzato sulla rotta per Parigi. Nel marzo 1955, la flotta comprendeva tre Douglas DC-3, un Douglas DC-4 e uno SNCASE Languedoc. Nel 1955, il vettore trasportò 92.344 passeggeri. Alla fine dell'anno, il numero dei dipendenti era 140. La compagnia aerea aveva un fatturato di £ 620.000 e i costi ammontavano a £ 550.000, nel 1955. Nel 1957, il governo tunisino divenne il maggiore azionista (51%) e la partecipazione detenuta da Air France fu ridotta al 15%.
Il vettore prese in consegna il suo primo aereo a reazione, un Sud Caravelle III, il 31 agosto 1961. Un nuovo servizio per Francoforte fu inaugurato a ottobre, ma fu interrotto nel marzo dell'anno successivo a causa delle scarse prestazioni economiche. Un secondo Caravelle fu ordinato nel 1963 ed entrò in servizio nel marzo 1964. In collaborazione con Lufthansa, i voli per Francoforte ripresero nell'aprile 1966 utilizzando i Caravelle. Il Nord 262 venne messo in servizio per la prima volta nel 1969. L'introduzione di questo velivolo nella flotta permise al vettore di eliminare gradualmente un DC-3 e due DC-4.

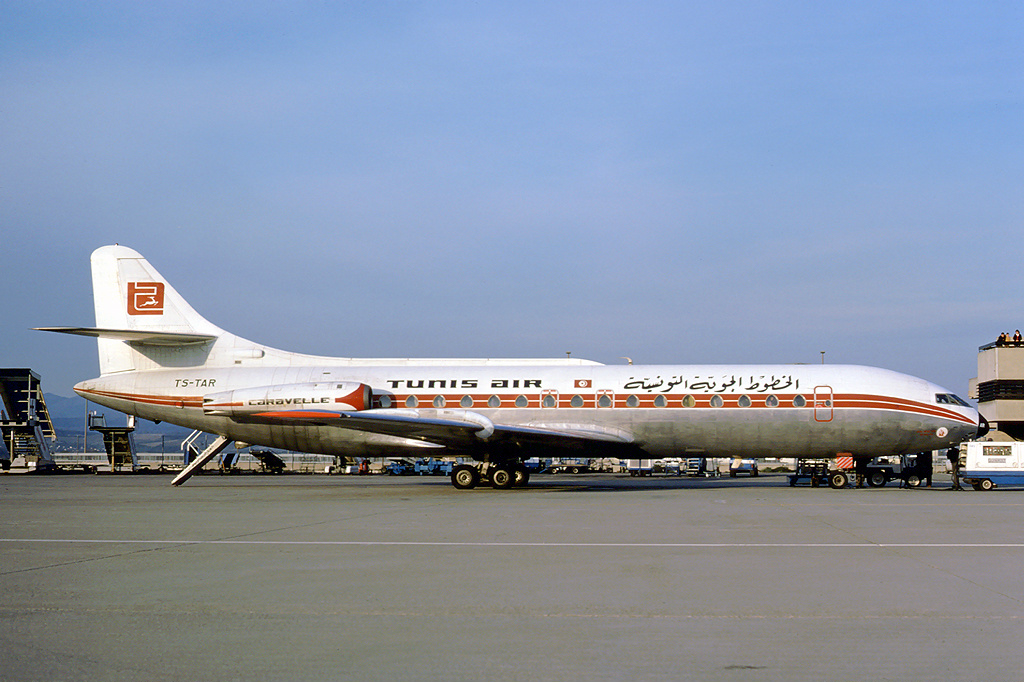
Un Sud Aviation Caravelle visto nel 1977.

Il numero di dipendenti era cresciuto fino a 888 nel marzo 1970. A quel tempo, Tunisair possedeva quattro Caravelle, due Cessna 402, un DC-3 e un Nord 262, che venivano utilizzati sui servizi nazionali e sulle rotte internazionali verso Algeria, Belgio, Francia, Germania, Paesi Bassi, Italia, Libia, Marocco e Svizzera. Tunis Air prese in consegna il suo primo Boeing, un Boeing 727-200, il 12 marzo 1972; venne messo in servizio sulla rotta Tunisi-Parigi. Il 1º aprile 1972, un Boeing 707 noleggiato da Sabena inaugurò il collegamento Tunisi-Londra. Lo stesso giorno furono lanciati nuovi servizi per il Lussemburgo e Gedda. Verso la fine dell'anno, un secondo Boeing 727 fu ordinato e consegnato poi nel luglio 1973. Nel 1973, un terzo Boeing 727 fu ordinato e consegnato nel dicembre dello stesso anno. Un quarto e un quinto 727 furono ordinati nel 1974 e nel 1975. La graduale incorporazione dei Boeing 727 permise a Tunisair di sostituire i Caravelle e di ritirare i restanti DC-3.
Per la prima volta nella sua storia, nel 1995 il vettore iniziò a negoziare le sue azioni alla borsa di Tunisi. Ahmed Smaoui assunse la carica di presidente e direttore generale della società nel marzo 1997. Nel gennaio 1999, Abdelmalek Larifthe divenne il nuovo presidente. Ad aprile 2000, la compagnia aerea aveva 7259 dipendenti. In quel momento la flotta comprendeva un Airbus A300B4-200, due Airbus A319-100, dieci Airbus A320-200, quattro Boeing 727-200, tre Boeing 737-200, quattro Boeing 737-500 e tre Boeing 737-600 che servito le seguenti destinazioni: Abu Dhabi, Algeri, Amman, Amsterdam, Atene, Barcellona, Beirut, Berlino, Bilbao, Bordeaux, Bratislava, Bruxelles, Budapest, Il Cairo, Casablanca, Copenaghen, Dakar, Damasco, Djerba, Düsseldorf, Francoforte, Gafsa, Ginevra, Graz, Amburgo, Istanbul, Jeddah, Lille, Linz, Lisbona, Londra, Lussemburgo, Lione, Madrid, Malta, Marsiglia, Milano, Monastir, Monaco, Nizza, Nouakchott, Palermo, Parigi, Praga, Roma, Salisburgo, Sfax, Stoccolma, Strasburgo, Tabarka, Tolosa, Tozeur, Tunisi, Vienna, Varsavia e Zurigo.
Nel 2007, Nabil Chettaoui è stato nominato amministratore delegato (CEO). Nel giugno 2011, Hamadi Thamri ha sostituito Chettaoui come presidente e amministratore delegato della società. Nel luglio dello stesso anno, Mosca fu servita per la prima volta dal vettore con voli per l'aeroporto di Domodedovo. Il primo servizio transatlantico della compagnia aerea, Tunisi-Montréal, è stato lanciato nel luglio 2016.
Nel gennaio 2018, il management ha annunciato cifre più alte per l'attività del 2017 rispetto al 2016. Ha informato che il traffico passeggeri era aumentato del 17,1%, da 2.991.841 a 3.502.475 passeggeri. Ciò è stato accompagnato da un aumento dei ricavi, da 995,1 milioni di dinari a 1,28 miliardi di dinari, con un calo però della puntualità dei voli che mostrava un tasso del 44% contro il 55%. l'anno precedente. La stampa ha poi parlato di un “anno eccezionale”.
A giugno 2019, per migliorare i propri servizi e contrastare i ritardi, la direzione ha annunciato che avrebbe tagliato 200 voli programmati tra il 1º giugno e il 15 settembre 2019, pari al 10% dei suoi voli mensili.
Il 31 luglio 2024, il presidente e l'amministratore delegato della compagnia aerea pubblica tunisina Tunisair, nonché il capo del sindacato interno sono stati incarcerati con l'accusa di corruzione. Il 1º agosto 2024 la giustizia tunisina ha aperto un'indagine per abuso di potere, falsificazione e uso di falsificazioni, sollecitazione di tangenti contro l'amministratore delegato di Tunisair Khaled Chelli e altre sette persone.

## Identità aziendale

### Sede
La sede principale di Tunisair si trova sulla Route X vicino a Tunisi.

### Management
L'azienda è controllata al 74% dal governo tunisino. A dicembre 2020, l'amministratore delegato è Elyes Mnakbi, nominato dal ministero dei Trasporti nel 2016 in sostituzione di Sarra Rejeb, diventata dirigente della SNCFT.

## Flotta

### Flotta attuale

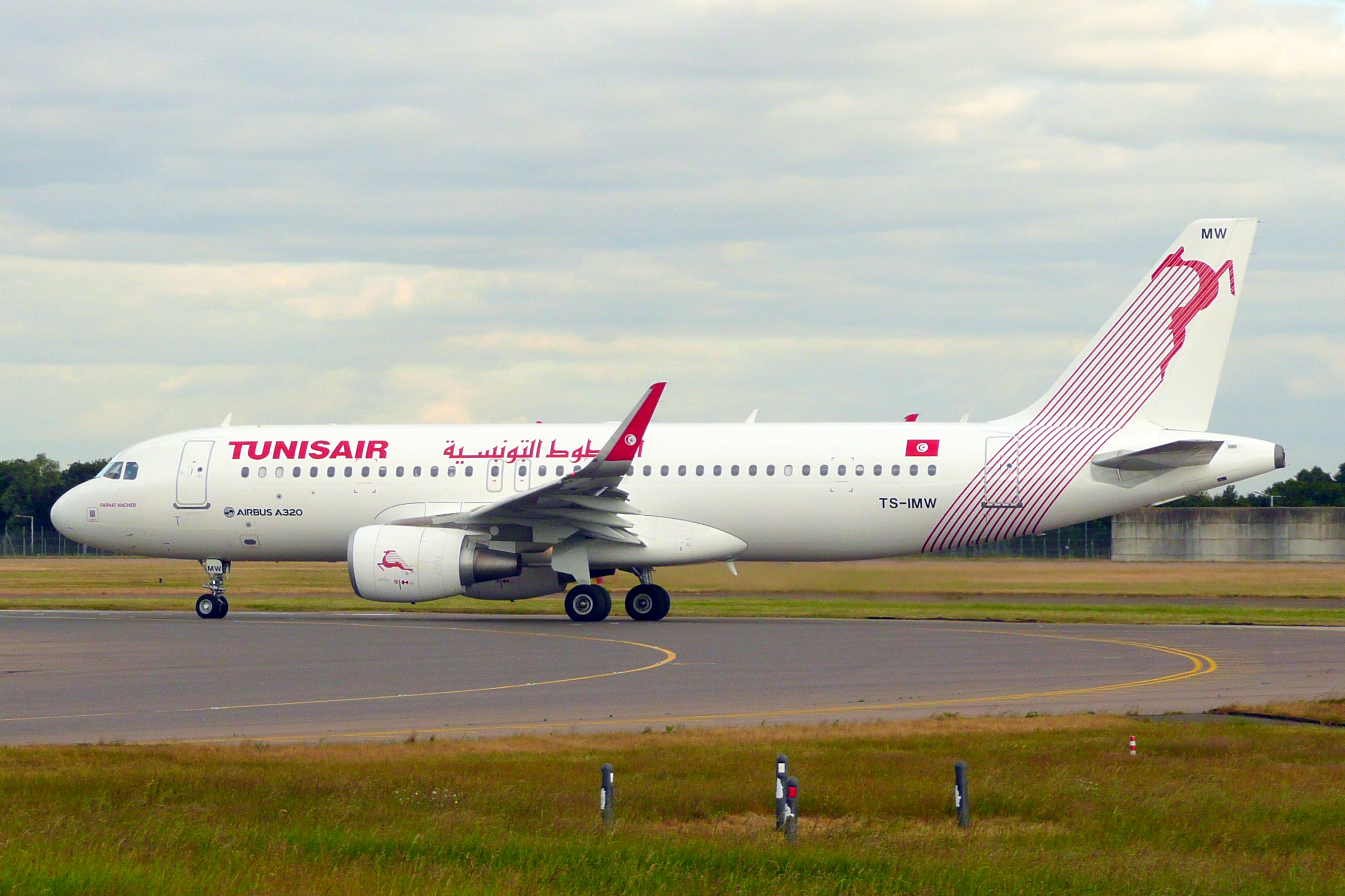
Un Airbus A320-200.

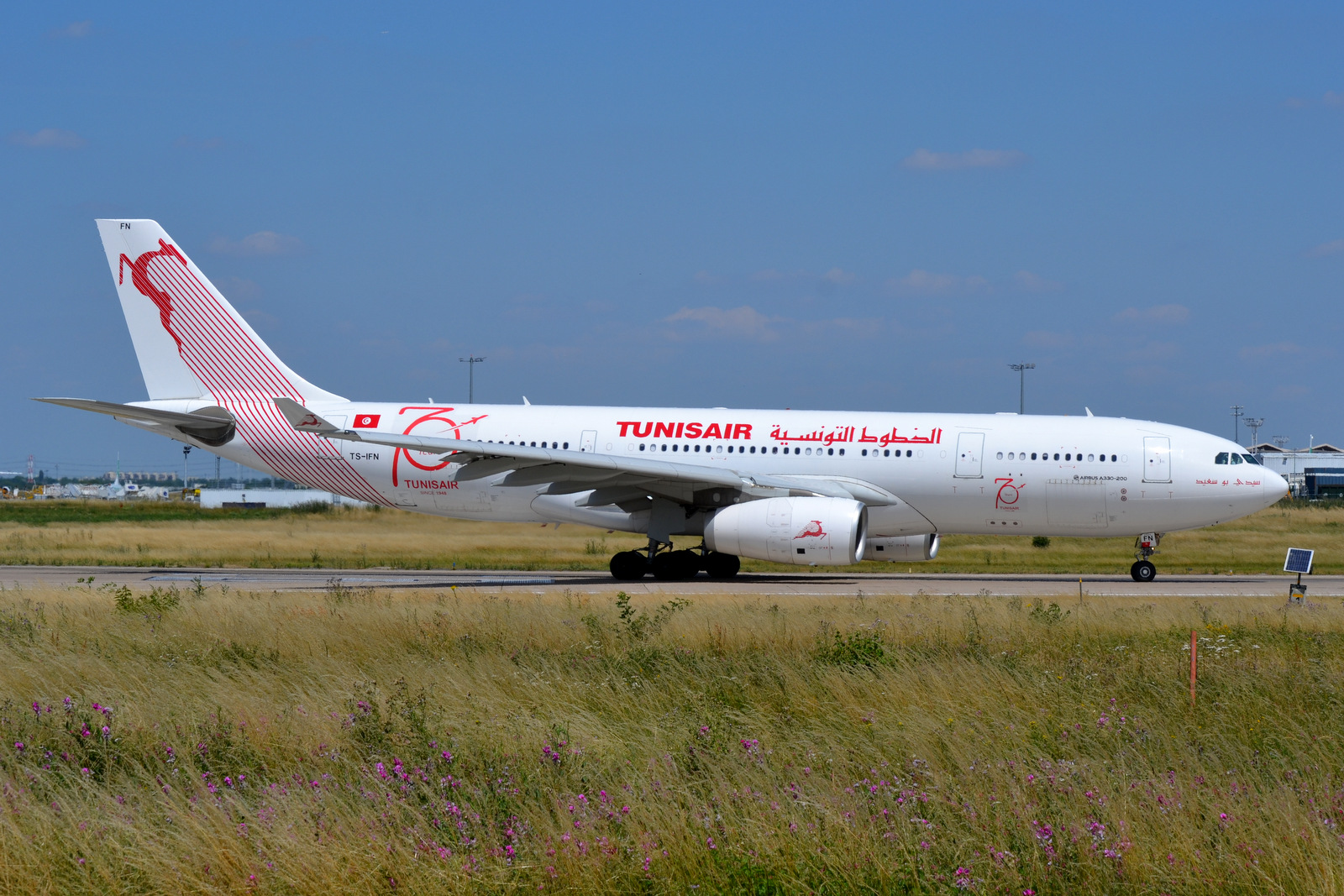
Un Airbus A330-200.

A maggio 2025 la flotta di Tunisair è così composta:

### Flotta storica

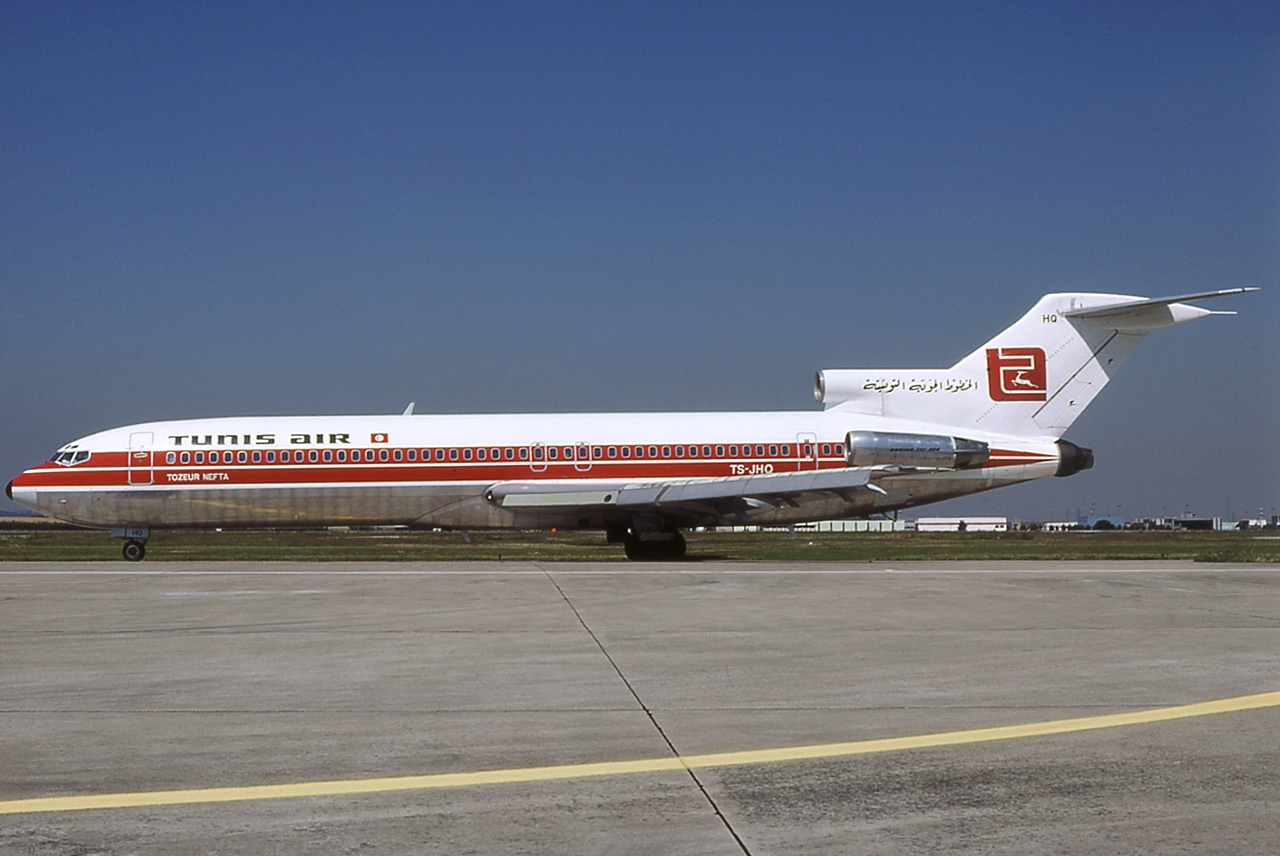
Un Boeing 727-200 nella vecchia livrea.

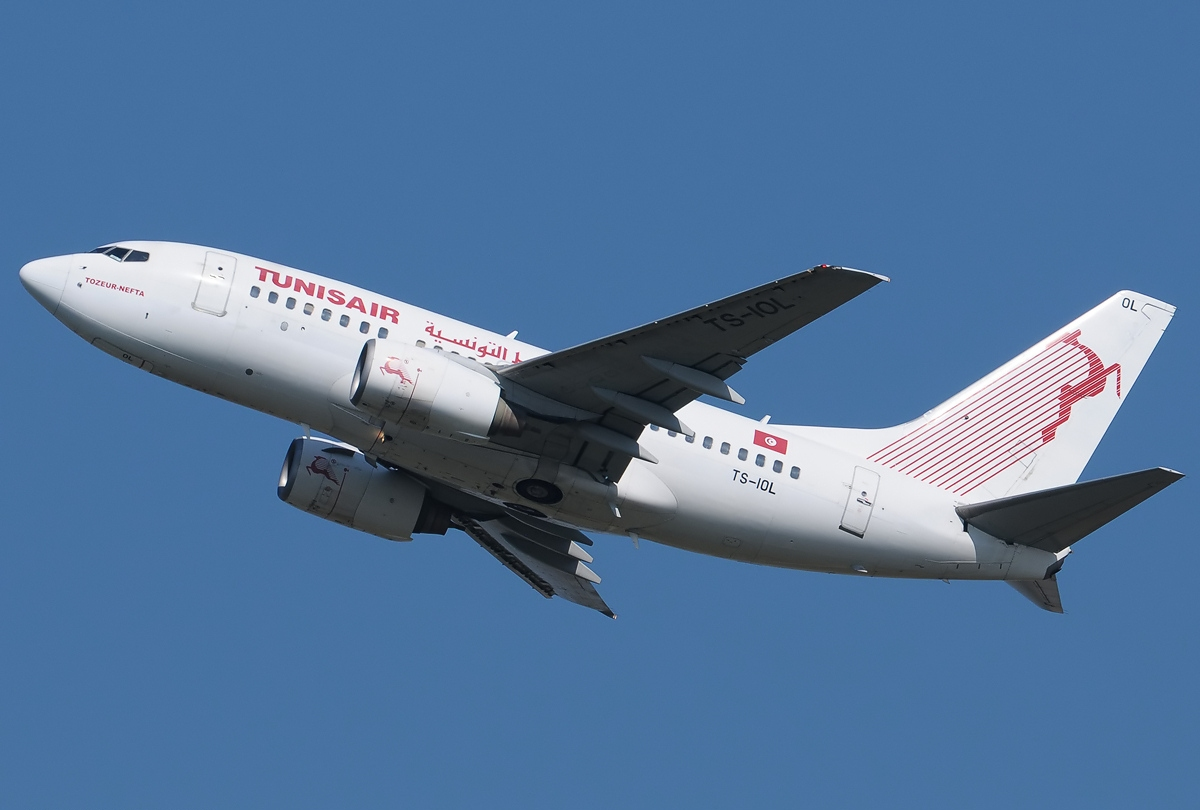
Un Boeing 737-600.

Tunisair operava in precedenza con i seguenti aeromobili:

## Incidenti
- Il 28 luglio 2010, un Boeing 737-700, marche TS-IEA, subì danni sostanziali durante un'escursione di pista all'atterraggio a Conakry, Guinea. Una decina di occupanti rimasero feriti; il Boeing venne in seguito demolito.[23]
- Il 6 febbraio 2013, un Airbus A320-200, marche TS-IMB, subì gravi danni durante atterraggio all'aeroporto di Tunisi-Cartagine (TUN), in Tunisia, quando il carrello anteriore collassò; l'aereo venne in seguito demolito.[24]